# Divinity II
Divinity II é um jogo de RPG de ação desenvolvido pela Larian Studios, utilizando o motor Gamebryo, para Windows e Xbox 360. É o terceiro jogo da série Divinity e o primeiro a sair também para consoles.
Foi lançado inicialmente em 2009 com o título de Divinity 2: Ego Draconis publicado no EUA pela CDV Software Entertainment. Em 2011 foi lançada a versão Divinity 2: The Dragon Knight Saga pela Focus Home Interactive que inclui a DLC Flames of Vengeance. E em 2012 foi lançada a versão definitiva com o título de Divinity 2: Developer's Cut também pela Focus Home Interactive.

## Jogabilidade
Divinity 2 é um jogo clássico de ação e aventura com perspectiva em terceira pessoa, onde o jogador controla um personagem que interage com NPCs, completa missões e explora um mundo de fantasia medieval. Como seus antecessores, Divinity 2 pega emprestado elementos de Diablo, no foco em fazer upgrade nos seus itens, efeitos únicos são ativados quando um conjunto de itens é equipado simultaneamente e a mecânica dos atributos mágicos aleatórios que os itens recebem. O jogo emprega elementos narrativos e permite que o jogador faça a escolha das decisões em determinados diálogos. O jogo também permite ao jogador a habilidade de ler mentes e voar como um dragão.

## Enredo
O jogo se passa no mesmo universo dos dois primeiros jogos da série (embora muito tempo após os eventos de Divine Divinity), no mundo de Rivellon, onde o jogador encarna um "Dragon Slayer" (matador de dragões) no final de seu treinamento. O jogador recebe habilidades especiais para lutar contra os dragões que ainda existem.

## Recepção
A primeira versão, Divinity 2: Ego Draconis  teve uma recepção morna, o jogo foi classificado como um pouco genérico, instável, com taxa de quadros inconsistente e bugs visuais. A versão Divinity 2: Developer's Cut que incluía todo o conteúdo lançado incluindo a DLC Flames of Vengeance e conteúdo adicional como ferramentas para alterar o jogo, artes conceituais, documentos de design e vídeos sobre o processo de desenvolvimento.